# Aleksander Sarkisow
Aleksander Sarkisow ps. Szaruga, Andrzej, Czarnota, Podkomornik (ur. 17 października 1909 w Warszawie, zm. 14 sierpnia 1994, tamże) – pułkownik Wojska Polskiego, żołnierz Armii Krajowej, z zawodu inżynier i nauczyciel akademicki.

## Życiorys
Urodził się w rodzinie inteligenckiej. W młodości wstąpił do harcerstwa. W 1931 skończył Szkołę Podchorążych Rezerwy Piechoty w Śremie, a następnie ukończył także studia na Wydziale Budownictwa Lądowego Politechniki Warszawskiej, po czym został zatrudniony na tej uczelni jako wykładowca. Na stopień podporucznika rezerwy został mianowany ze starszeństwem z 1 stycznia 1935 i 2803. lokatą w korpusie oficerów piechoty.
We wrześniu 1939 brał udział w wojnie obronnej. Jesienią  tego roku związał się z konspiracją. Pracował początkowo jako nauczyciel na organizowanych kompletach tajnego nauczania. Uczestniczył w strukturach Związku Walki Zbrojnej, a następnie Armii Krajowej. Na początku 1942 został mianowany został zastępcą komendanta obwodu Lublin ds. powiatu. Od maja 1942 do połowy 1943 był komendantem rejonu I AK. A latem 1943 mianowano go oficerem inspektoratu lubelskiego ds. zrzutów. W 1944 wstąpił w stopniu podpułkownika do Ludowego Wojska Polskiego i został dowódcą 32 pułku piechoty w Międzyrzecu Podlaskim.
W październiku 1944 został aresztowany w ramach represji wobec AK-owców, ale udało mu się uciec z więzienia. W grudniu 1945 aresztowano go ponownie, po czym został oskarżony o wrogie i dywersyjne działania w wojsku. W 1947 zwolniono go z więzienia. Podjął wówczas pracę w zawodzie inżyniera budowlanego w warszawskiej spółdzielczości. Był wielokrotnie represjonowany przez władze komunistyczne, po raz ostatni został aresztowany w 1987.
Do końca życia działał czynnie w środowiskach seniorów harcerskich. W 1993 został awansowany na pułkownika. Na początku lat 90. związał się z partią Przymierze Samoobrona. Był członkiem założonego przez Andrzeja Leppera Komitetu Samoobrony Narodu.
Zmarł w Warszawie w 1994 i pochowany został na Cmentarzu w Wilanowie. Pozostawił żonę Krystynę z Rokickich i syna Andrzeja.

## Ordery i odznaczenia
Został odznaczony był m.in. Krzyżem Srebrnym Orderu Virtuti Militari, dwukrotnie Krzyżem Walecznych, Złotym Krzyżem Zasługi z Mieczami, Krzyżem Armii Krajowej i Krzyżem Partyzanckim.